# Rudolf Illovszky
Dans le nom hongrois Illovszky Rudolf, le nom de famille précède le prénom, mais cet article utilise l’ordre habituel en français Rudolf Illovszky, où le prénom précède le nom.
Rudolf Illovszky (né le 21 février 1922 à Budapest en Hongrie et mort le 23 septembre 2008 dans la même ville) est un joueur de football international hongrois, qui évoluait au poste de milieu de terrain, avant de devenir entraîneur.
À la fois joueur et entraîneur phare du club du Vasas SC, le stade du club, le Illovszky Rudolf stadion, est nommé en son hommage.

## Biographie

### Carrière de joueur

#### Carrière en sélection
Avec l'équipe de Hongrie, il joue 3 matchs (pour aucun but inscrit) entre 1945 et 1948. Il dispute un match contre l'Autriche, un match contre la Bulgarie et enfin un match contre l'Albanie.

## Palmarès

### Palmarès de joueur
Vasas
- Coupe de Hongrie (1) :
  - Vainqueur : 1954-55.

- Coupe Mitropa (1) :
  - Vainqueur : 1956.

### Palmarès d'entraîneur
| Vasas - Championnat de Hongrie (4) : - Champion : 1960-61, 1961-62, 1965 et 1976-77. - Coupe de Hongrie (1) : - Vainqueur : 1985-86. - Coupe Mitropa (3) : - Vainqueur : 1960, 1962 et 1965. |  | Hongrie - Jeux olympiques : - Argent : 1972. |